# Honorat Rambaud
Honorat ou Honoré Rambaud, certainement né à Gap et pas à Esparron-des-Pallières,, vers 1516, décédé en 1586, est un maître d'école français,, qui devient grammairien,. Sa principale innovation est la création d’un alphabet de 24 lettres nouvelles,,.

## Biographie
Dans un manuscrit de la Bibliothèque nationale de France, il est écrit  que : « [Rambaud] estoit noir de poil, de l'âge environ de cinquante ans ».
Vers 1550, il travaille à ce qui va devenir La Déclaration des abus que l’on commet en écrivant et le moyen de les éviter, et de représenter naïvement les paroles : ce que jamais homme n’a fait.
Honorat Rambaud se marie vers 1555 avec Catherine Fabre (1530-1590), fille de Jean Iscardon Fabre, patron de barque de Marseille. Ils ont au moins un fils, Pierre Rambaud (v. 1555-1626), marchand à Marseille.

## Son œuvre

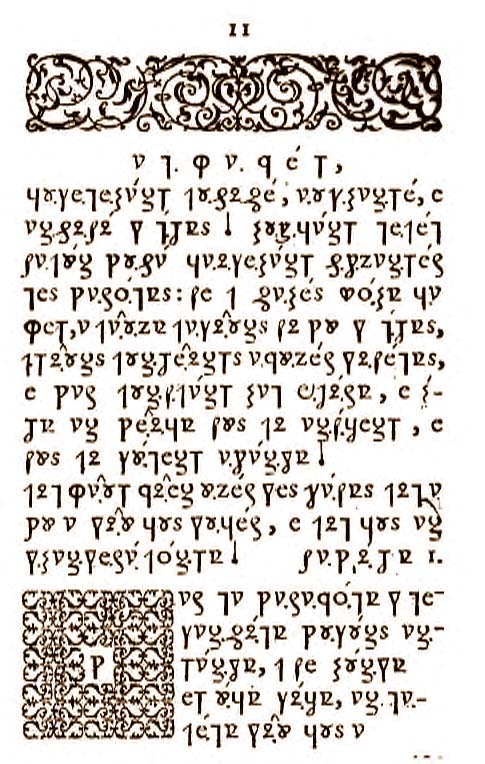
Une page de La Déclaration des Abus que l’on commet en écrivant et le moyen de les éviter et de représenter naïvement les paroles : ce que jamais homme n’a fait.

Honorat Rambaud s'installe à Marseille vers 1546. Il y tient une école et enseigne aux enfants des consuls de la ville. Pour Adolphe Rochas, qui écrit sa biographie, il est un homme zélé pour l'initiation à la lecture des enfants. Il sert de modèle à d'autres enseignants.
Guillaume Farel en traduisant la Bible veut la rendre compréhensible au peuple. Mais les personnes sachant lire sont les personnes privilégiées. Honorat Rambaud invente donc un alphabet nouveau qu'il considère comme facile à apprendre, afin que tous puissent apprendre à lire. Sa préoccupation est sociale et pour arriver à ses fins, il préconise une réforme révolutionnaire pour permettre au peuple d’accéder à la culture. Selon lui, l’alphabet est corrompu. Il invente donc un alphabet et préconise l'abandon radical de l'alphabet latin, inapte à noter 34 des 52 sons repérables dans l'usage du temps, ce qui représente une révolution pour la grammaire.[réf. nécessaire]
Pour Jacques Leclerc, « Rambaud proposa une orthographe calquée sur la prononciation. Il considéra qu'il fallait augmenter le nombre des lettres latines si l'on voulait transcrire fidèlement les sons du français. Le traité de 351 pages de Rambaud proposait 24 nouvelles lettres de plus et atteignait les 52 lettres. Le système de Rambaud fut perçu comme l'œuvre d'un fou par les érudits de son époque. Une orthographe étymologique permet de garder la langue fixe, alors qu'une orthographe calquée sur la prononciation est soumise au changement périodique. »
Charles Nodier écrit en 1840, à propos de Rambaud :  

« Rambaud avoit la conscience de son entreprise et qu’il savoit apprécier à leur juste valeur les tentatives de ses prédécesseurs et de ses émules. Aussi n'hésiterai-je pas à le regarder comme l'homme de génie de la bande, et le seul qui offre, dans son fatras quelques vues ingénieuses et fortes. »

Honorat Rambaud a été cependant considéré comme un original dans un passé relativement récent ou, selon René Merle, comme un facteur Cheval de l'orthographe.